# Cyclability

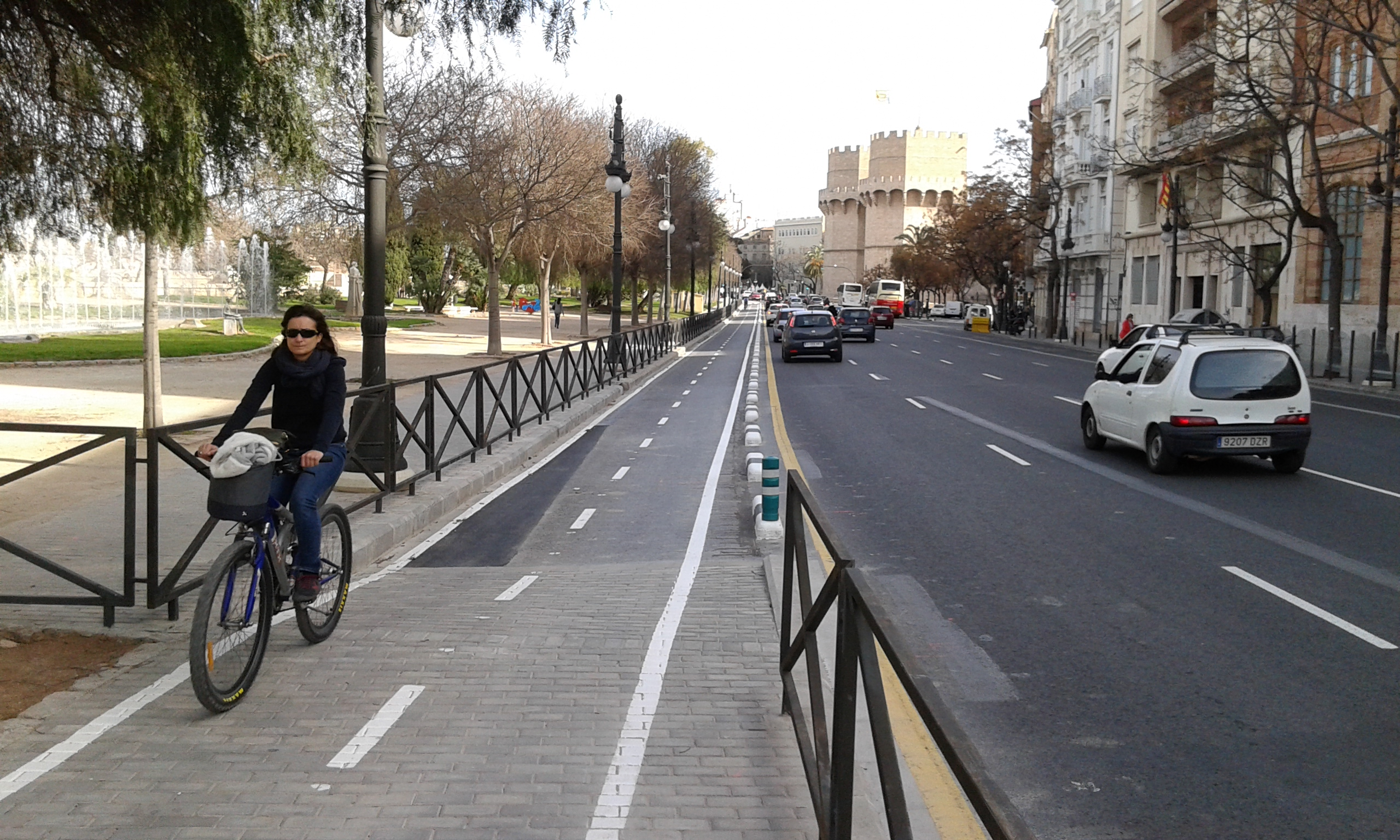
Odseparowany ruch rowerowy na ulicach Walencji

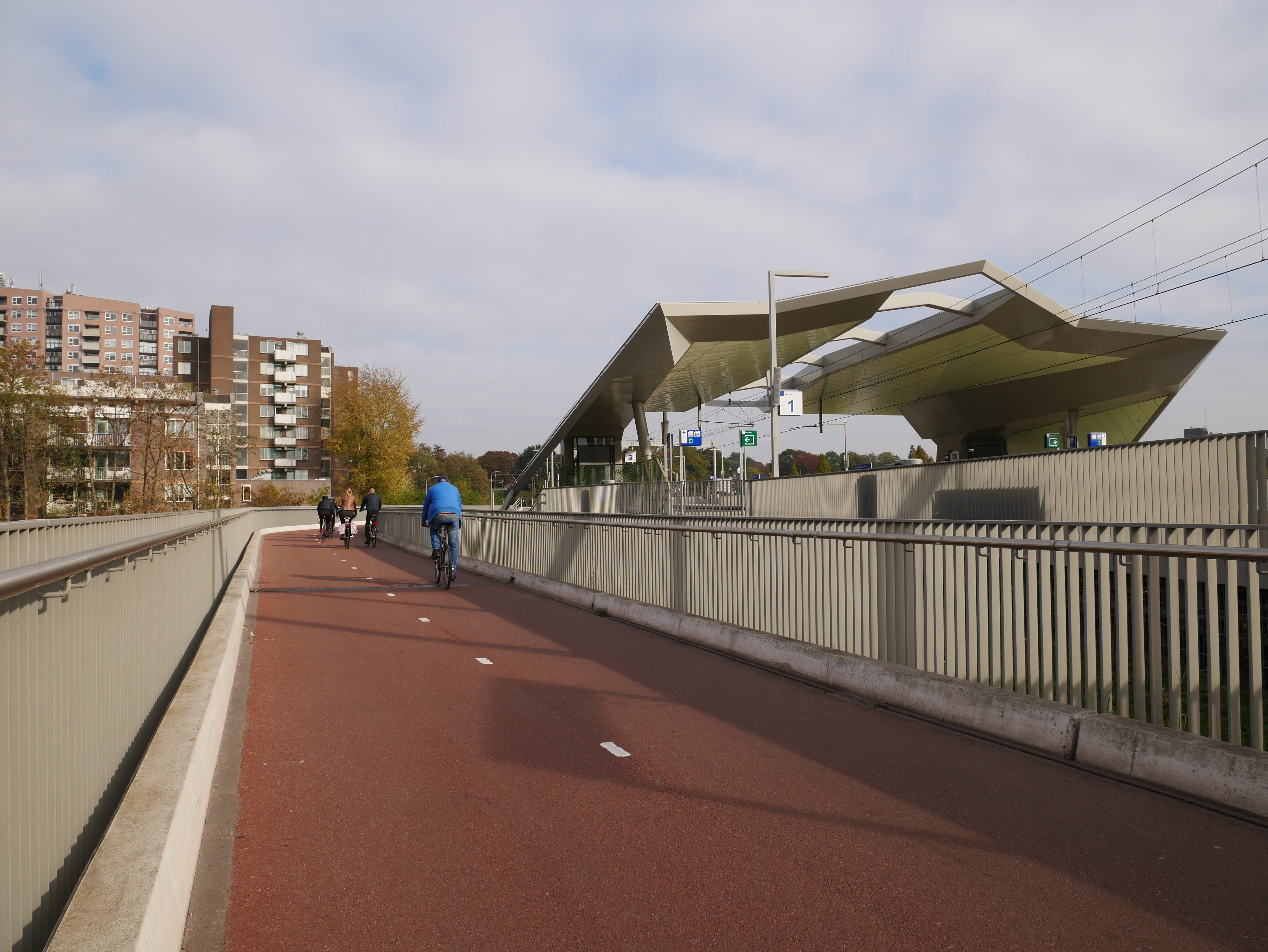
Odseparowany ruch rowerowy w Holandii

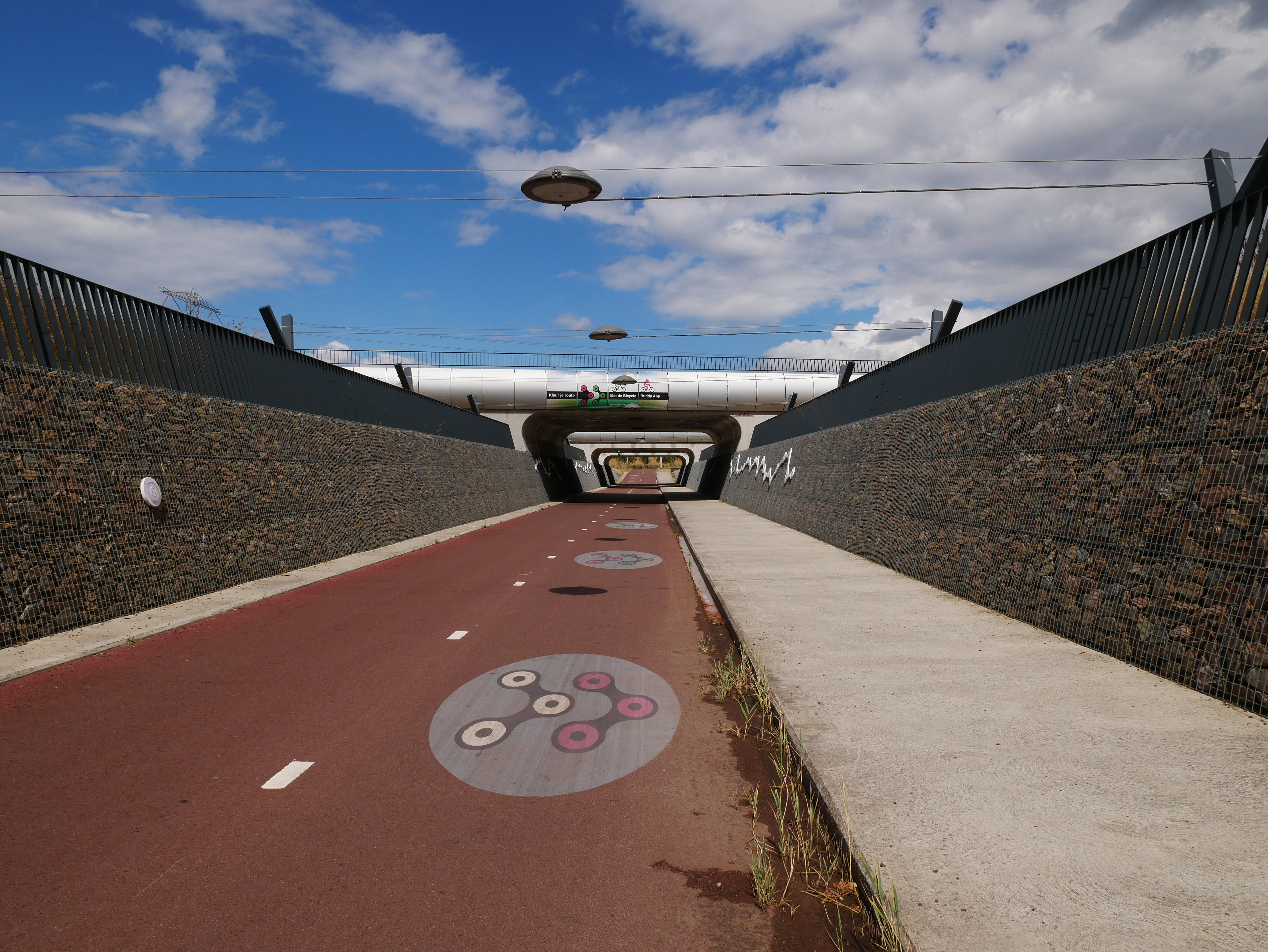
Bezkolizyjne skrzyżowanie velostrady z autostradą w Holandii

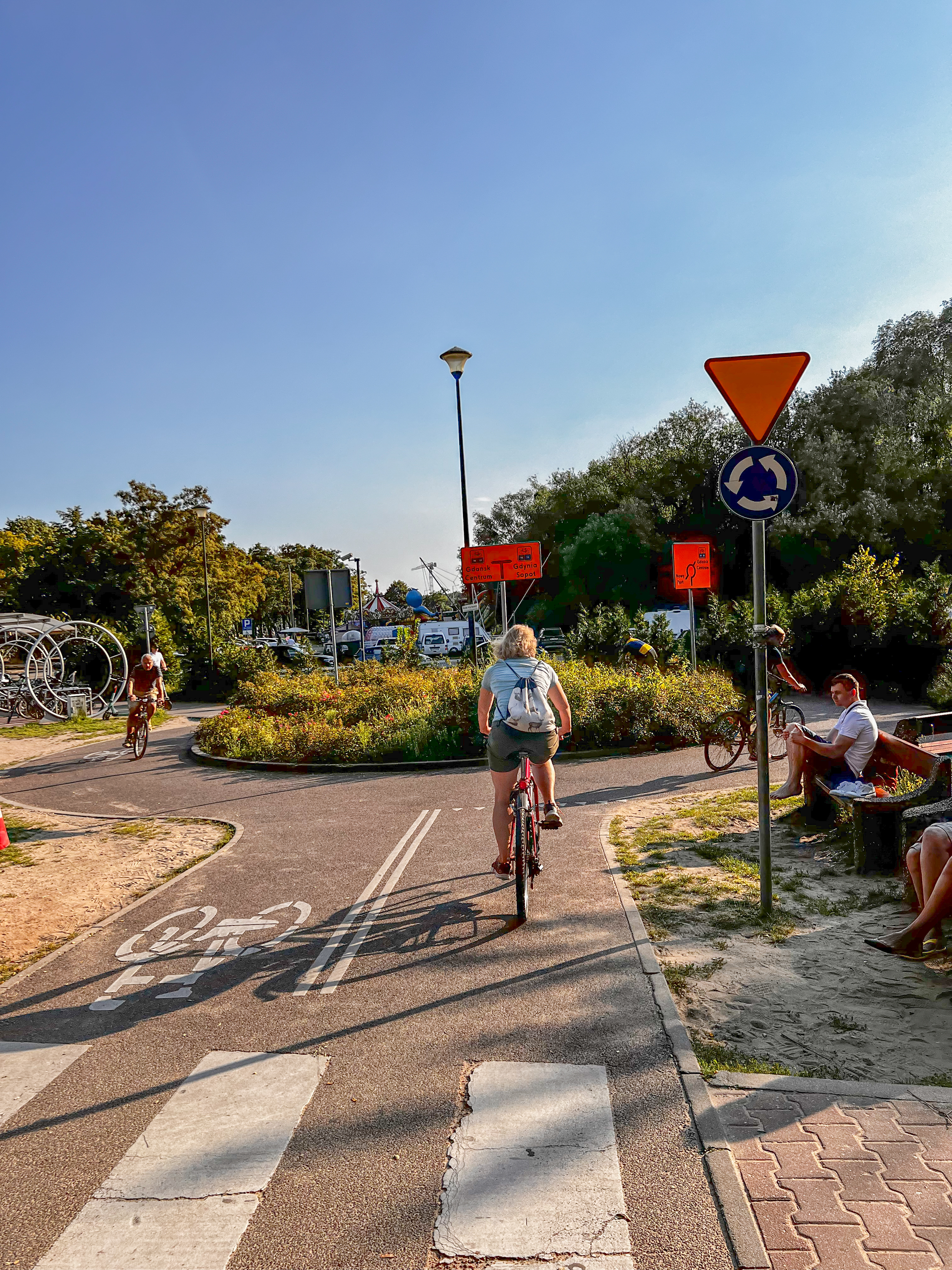
Rondo rowerowe w Gdańsku Przymorzu

Cyclability – stopień dostosowania obszaru do poruszania się rowerem. Miara jakości infrastruktury rowerowej odnoszący się do stopnia, w jakim warunki dla rowerzystów są odpowiednie dla bezpiecznej i wygodnej jazdy na rowerze – szereg czynników, który wpływa na stopień wykorzystania roweru jako środka transportu na danym obszarze. 
W języku angielskim powiązane z określeniem cyclable. W języku polskim brak jest ścisłych odpowiedników (lub równie śmiałych słowotwórców jak cytowany powyżej Uniwersytet w Maladze, którzy zaczęliby pisać „rowerowalność”). 

## Wskaźniki cyclability
Wysoki poziom cyclability oznacza, że warunki dla rowerzystów są dobre i zachęcają do jazdy na rowerze, podczas gdy niski poziom cyclability oznacza, że jazda na rowerze jest utrudniona lub niebezpieczna. Jednym z najlepszych wskaźników stopnia przydatności do jazdy na rowerze jest zrównoważona proporcja płci i wieku wśród osób, które codziennie korzystają z roweru. Kobiety, dzieci i osoby starsze są tymi, które mają większe poczucie braku bezpieczeństwa, więc jeśli miasto ma niski stopień cyclability, nie będą traktować roweru jako zwykłego środka transportu. Po drugiej stronie struktura rowerzystów zbliżona do struktury demograficznej będzie wskazywał na przestrzeń wysoce cykliczną.

## Czynniki wpływające na cyclablity
Czynniki wpływające na cyclability:.

### Bezpieczeństwo
Bezpieczeństwo dróg rowerowych jest warunkiem wysokiego współczynnika cyclability:
- Najbezpieczniejsze drogi to te, które są oddzielone od ruchu zmotoryzowanego.
- Szerokość dróg rowerowych powinna być na tyle szeroka, aby dwa rowery mogły się bezpiecznie wyprzedzać lub wyminąć.
- Widoczność drogi musi umożliwiać przewidywanie ewentualnych hamowań i skrzyżowań, unikając zakrętów pod kątem prostym.
- Skrzyżowania muszą być dobrze oznakowane zarówno dla ruchu rowerowego, jak i zmotoryzowanego.
- Trasy muszą omijać przeszkody typu latarnie czy ławki.
- Trasy powinny unikać przenoszenia roweru, np. po schodach, w takim przypadku można zastosować rampy rowerowe .
- Nawierzchnia musi być gładka, z obniżonymi przeszkodami, takimi jak krawężniki, z materiałów, które nie stawiają zbyt dużego oporu, są drenażowe i nie są śliskie podczas deszczu.

### Koherencja
Spójna sieć rowerowa oznacza:
- Trasy rowerowe muszą obejmować cały obszar miejski, aby rowerem można było dotrzeć do jak największej liczby miejsc. Idealnie byłoby, gdyby droga rowerowa znajdowała się w promieniu 250 metrów od dowolnego punktu w mieście.
- Drogi rowerowe muszą być ze sobą stale połączone.
- Zarówno na początku, jak i na końcu trasy muszą znajdować się bezpieczne parkingi rowerowe.
- Projekt sieci tras i dróg rowerowych musi być jednolity,
- Trasy muszą być odpowiednio oznakowane, w tym miejsca docelowe oferowane przez każdą z tras.

### Bezpośredniość
Rowery są napędzane siłą ludzkich mięśni i wiąże się z wysiłkiem fizycznym, dlatego wysoce cykliczna sieć rowerowa musi umożliwiać bezpośrednie poruszanie się bez wielkiego wysiłku:
- Trasy między punktami początkowymi i docelowymi mogą być ułożone w możliwie najbardziej liniowy sposób, bez konieczności dokonywania dużych odchyleń.
- Trast rowerowe powinny przebiegać głównymi arteriami, ponieważ to na nich zwykle znajduje się większość sklepów i punktów usługowych.
- Powinno się unikać lub minimalizować wzniesienia.
- Zmniejszenie liczby zatrzymań, takich jak sygnalizacja świetlna czy przecięć z innymi ciągami komunikacyjnymi.